# Феята на щангите, Ким Бок-джу
„Феята на щангите, Ким Бок-джу“ (на корейски: 역도요정 김복주; на английски: Weightlifting Fairy Kim Bok-joo) е южнокорейски сериал, който се излъчва от 16 ноември 2016 г. до 11 януари 2017 г. по MBC.
Сериалът е вдъхновен от успехите на златната медалистка по вдигане на тежести Чан Ми Ран, шампионка на Олимпийските игри през 2008 г. в Пекин. Това е една от най-стриймваните корейски драми в интернет и е сред най-високо оценените сериали в световната филмова онлайн енциклопедия IMDB.

## Сюжет
Сериалът разказва за съзряването на група колежани спортисти, които се борят за мечтите си, изпитват и намират любов и израстват на всяка крачка по пътя си.
От малка Ким Бок-джу показва изключителна сила, повлияна от баща си, който е бивш щангист. За да се превърне в шампионка по вдигане на тежести, тя постъпва в престижен колеж. Там Ким Бок-джу попада на бившия си съученик – плувеца Чонг Джун-хьонг, който крие психологическа травма и поради тази причина не може да постигне добри спортни резултати. Съдбата среща Ким Бок-джу и с диетолога Чонг Дже-и, по-големия брат на на плувеца Чонг Джун-хьонг, в когото тя се влюбва от пръв поглед. Това изправя момичето пред дилема: дали да започне да сваля килограми заради любовта или да продължи да поддържа силната си физика заради спорта. Колебанието ѝ е разкрито от плувеца, към когото Бок-джу също започва да изпитва привличане.

## Актьори
- И Сонг-кьонг – Ким Бок-джу
- Нам Джу-хьок – Чонг Джун-хьонг
- И Дже-юн – Чонг Дже-и
- Кьонг Су-джин – Сонг Ши-хо
- Чо Хе-чонг – Чонг На-хи
- И Джу-йонг – И Сон-ок
- Че Му-сонг – Юн Док-ман
- Чанг Йок-нам – Че Сонг-ън
- О И-шик – Банг Ун-ки
- И Бит-на – Битна
- Мун Джи-юн – Санг-чул
- Джи Ил-джу – Чо Те-куон

## В България
В България сериалът започва да се излъчва премиерно по bTV Lady на 26 юли 2023 г. всяка делнична вечер от 19:30 ч. и приключва на 16 август 2023 г.